# Dactyl (satelit)
Dactyl (/ˈdak.til/ în mod oficial (243) Ida I Dactyl ) este un satelit de asteroizi mic (1,6 km în diametru) care orbitează în jurul asteroidului 243 Ida.  A fost fotografiat de sonda spațială Galileo pe 28 august 1993 ; Dactyl a fost descoperit în timpul examinării descărcărilor întârziate de imagini de la Galileo pe 17 februarie 1994. A fost desemnat provizoriu S/1993(243) 1.  Satelitul a fost numit după creaturile mitice numite dactili, care, conform mitologiei grecești, locuiau pe Muntele Ida. 

## Orbită
Orbita lui Dactyl în jurul Idei nu este cunoscută cu precizie. Galileo se afla în planul orbital al lui Dactyl când au fost făcute majoritatea imaginilor, ceea ce a făcut dificilă determinarea orbitei sale exacte.  Dactyl orbitează în direcția progradă  și este înclinat cu aproximativ 8° față de ecuatorul lui Ida.  Pe baza simulărilor pe computer, pericentrul lui Dactyl trebuie să fie mai mare de aproximativ 65 kilometri (40 mi) de la Ida pentru ca acesta să rămână pe o orbită stabilă.  Gama de orbite generate de simulări a fost restrânsă de necesitatea ca orbitele să treacă prin puncte în care Galileo a observat că Dactyl se află la 16:52:05 UT pe 28 august 1993, la aproximativ 90 kilometri (56 mi) de Ida la longitudine 85°.   Pe 26 aprilie 1994, telescopul spațial Hubble a observat-o pe Ida timp de opt ore și nu a reușit să-l găsească pe Dactyl. Ar fi putut să-l observe dacă ar fi fost la mai mult de aproximativ 700 kilometri (430 mi) de Ida. 
Dacă ar fi pe o orbită circulară la distanța la care a fost văzut, perioada orbitală a lui Dactyl ar fi de aproximativ 20 de ore.  Viteza sa orbitală este de aproximativ m/s, „aproximativ viteza unei alergări rapide sau a unei mingi de baseball aruncate încet”. 

Diagrama orbitelor potențiale ale lui Dactyl în jurul Idei

## Origine
Originile lui Dactyl sunt neclare, dar există două ipoteze principale. Primul este că Dactyl și Ida s-au format în același timp, iar al doilea este că Dactyl a fost format de un impact ulterior.  
Dactyl a fost primul satelit de asteroid descoperit. Descoperirea sa a rezolvat lunga dezbatere asupra existenței sateliților de asteroizi.